# Krypnarv
Krypnarv (Sagina procumbens) är en växtart i familjen nejlikväxter. Den kan ofta hittas på allmän kulturmark och sprickorna i asfalt, där mänsklig aktivitet eliminerar potentiell konkurrens genom att trampa bort den.